# Polina Edmunds
Polina Edmunds (Santa Clara, Califórnia, 18 de maio de 1998) é uma patinadora artística americana. Edmunds foi campeã do Campeonato dos Quatro Continentes de 2015.

## Principais resultados
| Resultados | Resultados       | Resultados        | Resultados       | Resultados    | Resultados    | Resultados    | Resultados    | Resultados    | Resultados    | Resultados    | Resultados    | Resultados    | Resultados    | Resultados    |
| Internacional | Internacional    | Internacional     | Internacional    | Internacional | Internacional | Internacional | Internacional | Internacional | Internacional | Internacional | Internacional | Internacional | Internacional | Internacional |
| Evento | 2013– 2014       | 2014– 2015        | 2015– 2016       | 2016– 2017    | 2017– 2018    |               |               |               |               |               |               |               |               |               |
| --- | ---------------- | ----------------- | ---------------- | ------------- | ------------- | ------------- | ------------- | ------------- | ------------- | ------------- | ------------- | ------------- | ------------- | ------------- |
| Jogos Olímpicos | 9.ª              |                   |                  |               |               |               |               |               |               |               |               |               |               |               |
| Campeonato Mundial | 8.ª              | 8.ª               |                  |               |               |               |               |               |               |               |               |               |               |               |
| Campeonato dos Quatro Continentes |                  | Medalha de ouro   |                  |               |               |               |               |               |               |               |               |               |               |               |
| GP Cup of China |                  | 4.ª               |                  |               |               |               |               |               |               |               |               |               |               |               |
| GP Internationaux de France |                  |                   |                  |               | 10.ª          |               |               |               |               |               |               |               |               |               |
| GP NHK Trophy |                  | 8.ª               |                  | WD            |               |               |               |               |               |               |               |               |               |               |
| GP Rostelecom Cup |                  |                   | 4.ª              | WD            |               |               |               |               |               |               |               |               |               |               |
| GP Skate Canada International |                  |                   | 6.ª              |               |               |               |               |               |               |               |               |               |               |               |
| CS Finlandia Trophy |                  |                   |                  |               | 13.ª          |               |               |               |               |               |               |               |               |               |
| CS U.S. Classic |                  | Medalha de ouro   |                  |               |               |               |               |               |               |               |               |               |               |               |
| Internacional – Júnior |                  |                   |                  |               |               |               |               |               |               |               |               |               |               |               |
| JGP JGP Final | 4.ª              |                   |                  |               |               |               |               |               |               |               |               |               |               |               |
| JGP JGP Bielorrússia | Medalha de ouro  |                   |                  |               |               |               |               |               |               |               |               |               |               |               |
| JGP JGP México | Medalha de ouro  |                   |                  |               |               |               |               |               |               |               |               |               |               |               |
| Nacional |                  |                   |                  |               |               |               |               |               |               |               |               |               |               |               |
| Campeonato dos Estados Unidos | Medalha de prata | Medalha de peltre | Medalha de prata | WD            | WD            |               |               |               |               |               |               |               |               |               |
| |                  |                   |                  |               |               |               |               |               |               |               |               |               |               |               |
| Legenda: GP = Grand Prix; CS = Challenger Series; JGP = Grand Prix Júnior; WD = Abandonou; Competição não foi disputada nesta temporada |                  |                   |                  |               |               |               |               |               |               |               |               |               |               |               |

### 2007–2013
| Resultados                                      | Resultados             | Resultados             | Resultados             | Resultados             | Resultados             | Resultados             | Resultados             | Resultados             | Resultados             | Resultados             | Resultados             | Resultados             | Resultados             | Resultados             |
| Internacional – Júnior                          | Internacional – Júnior | Internacional – Júnior | Internacional – Júnior | Internacional – Júnior | Internacional – Júnior | Internacional – Júnior | Internacional – Júnior | Internacional – Júnior | Internacional – Júnior | Internacional – Júnior | Internacional – Júnior | Internacional – Júnior | Internacional – Júnior | Internacional – Júnior |
| Evento                                          | 2007– 2008             | 2008– 2009             | 2009– 2010             | 2010– 2011             | 2011– 2012             | 2012– 2013             |                        |                        |                        |                        |                        |                        |                        |                        |
| ----------------------------------------------- | ---------------------- | ---------------------- | ---------------------- | ---------------------- | ---------------------- | ---------------------- | ---------------------- | ---------------------- | ---------------------- | ---------------------- | ---------------------- | ---------------------- | ---------------------- | ---------------------- |
| Gardena Spring Trophy                           |                        |                        |                        |                        |                        | Medalha de ouro        |                        |                        |                        |                        |                        |                        |                        |                        |
| Nacional                                        |                        |                        |                        |                        |                        |                        |                        |                        |                        |                        |                        |                        |                        |                        |
| Campeonato dos Estados Unidos – Júnior          |                        |                        |                        | 7.ª                    | 6.ª                    | Medalha de ouro        |                        |                        |                        |                        |                        |                        |                        |                        |
| Campeonato dos Estados Unidos – Noviço          |                        |                        | 6.ª                    |                        |                        |                        |                        |                        |                        |                        |                        |                        |                        |                        |
| Camp. dos Estados Unidos Júnior – Intermediário |                        | 11.ª                   |                        |                        |                        |                        |                        |                        |                        |                        |                        |                        |                        |                        |
| Seccional Costa do Pacífico – Júnior            |                        |                        |                        | Medalha de bronze      | Medalha de bronze      | Medalha de ouro        |                        |                        |                        |                        |                        |                        |                        |                        |
| Seccional Costa do Pacífico – Noviço            |                        |                        | Medalha de peltre      |                        |                        |                        |                        |                        |                        |                        |                        |                        |                        |                        |
| Regional Pacífico Central – Júnior              |                        |                        |                        | Medalha de prata       | Medalha de prata       | Medalha de ouro        |                        |                        |                        |                        |                        |                        |                        |                        |
| Regional Pacífico Central – Noviço              |                        |                        | Medalha de ouro        |                        |                        |                        |                        |                        |                        |                        |                        |                        |                        |                        |
| Regional Pacífico Central – Intermediário       |                        | Medalha de bronze      |                        |                        |                        |                        |                        |                        |                        |                        |                        |                        |                        |                        |
| Regional Pacífico Central – Juvenil             | 11.ª                   |                        |                        |                        |                        |                        |                        |                        |                        |                        |                        |                        |                        |                        |